# Bismarck (1939)
Bismarck byla německá bitevní loď z druhé světové války, pojmenovaná po říšském kancléři Bismarckovi. Jejím kapitánem byl Kapitän zur See Ernst Lindemann a role kmotry se ujala Bismarckova vnučka Dorothea von Löwenfeld. V květnu 1941 se vydala na svou první a zároveň poslední plavbu do Atlantiku, během níž 24. května potopila britský bitevní křižník HMS Hood. Po několikadenním pronásledování byla vážně poškozena torpédovými bombardéry Swordfish z letadlové lodě HMS Ark Royal a posléze potopena 27. května po souboji s bitevními loděmi HMS Rodney, HMS King George V a dalšími menšími plavidly.

## Stavba lodi

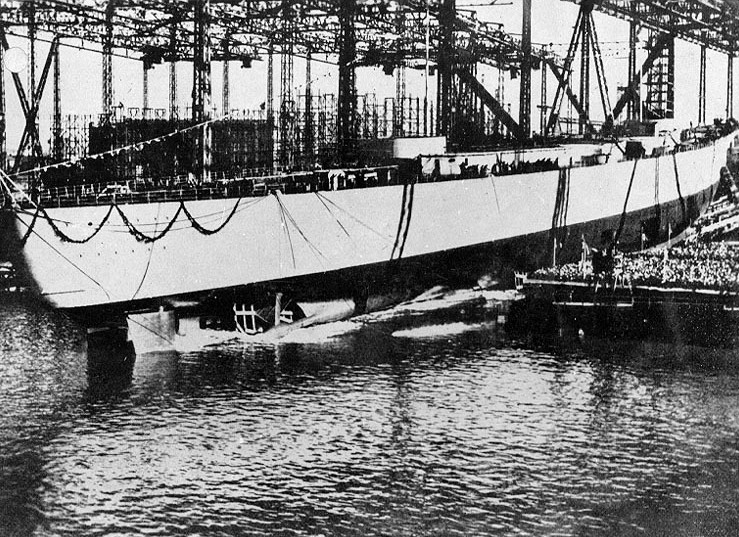
Spuštění Bismarcka na vodu

Bitevní loď Bismarck byla dílem hamburské firmy Blohm & Voss. Od počátku byl konstruován jako vlajková loď německého námořnictva. Práce na něm byly zahájeny 1. července roku 1936. Při spouštění na vodu 14. února 1939 byl přítomen i Adolf Hitler, který toužil po ovládnutí Atlantiku a zničení spojeneckých zásobovacích konvojů.
Bismarck byl do výzbroje německé Kriegsmarine zařazen 24. srpna 1940. Náklady na jeho stavbu se vyšplhaly téměř na dvě stě milionů říšských marek. Posádku lodi tvořilo zhruba 2000 mužů.
Sesterskou lodí Bismarcka byla bitevní loď Tirpitz o výtlaku asi 50 000 tun, největší německá bitevní loď za druhé světové války.
Oficiálně udávaný výtlak Bismarcka i Tirpitze činil 35 000 tun; to byl maximální povolený výtlak v souladu s německo-britskou dohodou z 28. července 1935.

## Operace Rheinübung

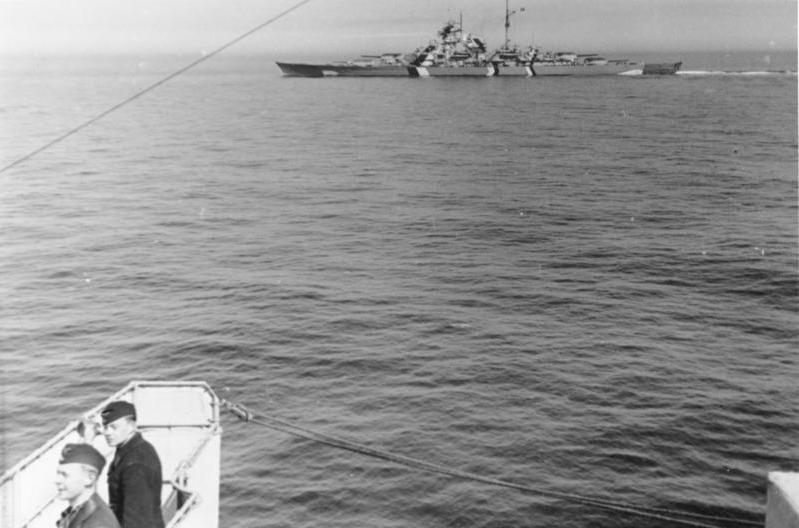
Bismarck vyfotografovaný z lodi Prinz Eugen v Baltu na začátku operace Rheinübung

Dne 19. května 1941 vyplul Bismarck pod velením kapitána Lindemanna z Gdyně poblíž Gdaňsku a následoval tak těžký křižník Prinz Eugen směrem do Norska, odkud se měly lodě přesunout do Atlantiku.
Na Bismarcku vztyčil svou vlajku viceadmirál Günther Lütjens, který byl pověřen taktickým velením celého uskupení. Operace dostala jméno 'Rheinübung' a jejím cílem bylo proniknutí obou lodí do Atlantiku za účelem napadání spojeneckých lodí a konvojů. Z tohoto důvodu byla již dříve v Atlantiku rozmístěna řada zásobovacích a cisternových lodí, které mohly zajistit obě lodě v bojových akcích téměř na rok.
Začátek operace byl původně stanoven na duben s tím, že se k Bismarcku připojí bitevní křižníky Scharnhorst a Gneisenau. V poslední chvíli však Gneisenau utrpěl škody v důsledku britského bombardování brestského přístavu a Scharnhorst měl potíže s hnací soustavou, proto se německé velení rozhodlo v operaci nahradit oba bitevní křižníky těžkým křižníkem Prinz Eugen. Díky úspěchům akcí německých ponorek, které mohly mj. využívat nově dobyté norské a již dříve získané francouzské přístavy bylo britské loďstvo rozptýleno, britské lodě se ve velké míře účastnily také bojů ve Středomoří a tak se v květnu německé velení rozhodlo operaci odstartovat.
Velící důstojník celého uskupení, viceadmirál Lütjens měl sice obavy, že bojová síla obou lodí nebude proti silám britského loďstva dostatečná, ale po rozhovoru s velkoadmirálem Raederem mu bylo jasně řečeno, že pro operaci je vhodná doba a Hitler očekává od loďstva činy.
Již v této fázi byla učiněna kritická chyba adm. Lütjensem – jakkoli se to zdá nepravděpodobné, Bismarck nebyl nyní ani později plně natankován, chybělo mu cca 200 tun paliva.

## Pronásledování Bismarcku

### Přesun lodí přes Norsko do Dánského průlivu

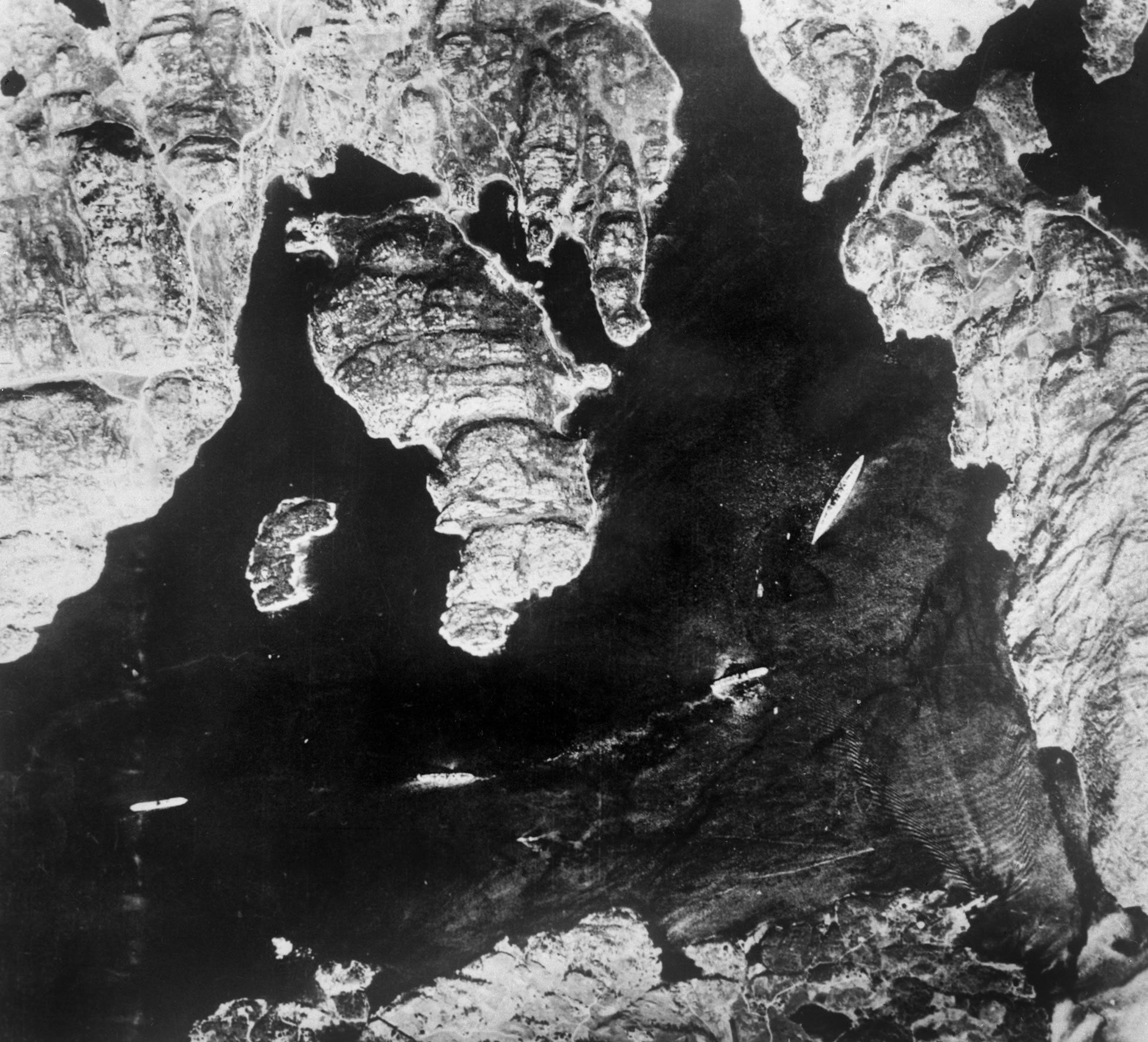
Fotografie Bismarcka zakotveného v Grimstafjordu poblíž Bergenu dne 21. 5. 1941

Prinz Eugen vyplul z Gdyně kolem 21:00, 18. 5. 1941, následován Bismarckem ve 2:00, 19. května. Obě lodě pluly provázeny torpédoborci separátně a setkaly se u mysu Arkona nedaleko ostrova Rujána. Z místa setkání pak společně propluly přes Kattegat a Skagerrak do norských vod.
Ačkoliv německé velení učinilo řadu maskovacích kroků a německá Luftwaffe bránila leteckému průzkumu, angličtí agenti v norském hnutí odporu oznámili do Londýna připlutí Bismarcka do Grimstadfjordu poblíž Bergenu ještě ten samý den, 20. 5. Britové také zachytili zprávu švédského křižníku Gotland, který německé lodi při opouštění Baltského moře spatřil a informoval o tom velitelství švédského námořnictva.
Přes úsilí německého letectva se 21. května pilotovi průzkumného Spitfiru RAF podařilo Bismarcka v Grimstafjordu vyfotografovat. Po doplnění paliva odpoledne 21. května kolem 17:00 však obě lodi zvedly kotvy a včetně doprovodu torpédoborců vypluly na moře. Po několika hodinách admirál Lütjens odeslal doprovodné torpédoborce zpět a obě lodi zamířily k Dánskému průlivu.
Britské velení bylo velmi znepokojeno možností, že by německé bitevní lodě mohly operovat ve vodách Atlantiku, neboť by byly ohroženy životně důležité trasy zásobovacích lodí. Celý den 22. května však nepříznivé počasí znemožňovalo letecký průzkum. Nakonec se Britové rozhodli pro riskantní akci a vyslali letadlo Martin Maryland, které v nízké výšce prolétlo nad Grimstafjordem a tak byla potvrzena domněnka, že se Bismarck již vydal na moře.
Velitel Home Fleet admirál John Tovey tak již dále neváhal a ve 23 hodin opustily lodě Home Fleet, rozčleněné do dvou svazů základnu loďstva ve Scapa Flow, propluly zálivem Pentland Firth a pluly dále na západ. První svaz plul pod přímým velením admirála Toveye a druhý pod velením viceadmirála Hollanda. V ranních hodinách se ke svazu admirála Toveye připojil bitevní křižník HMS Repulse se třemi torpédoborci, který vyplul o den dříve z Clydu. V Dánském průlivu již hlídkovaly britské křižníky s úkolem případný průnik německých lodí do Atlantiku tímto průlivem odhalit.

### Bitva v Dánském průlivu

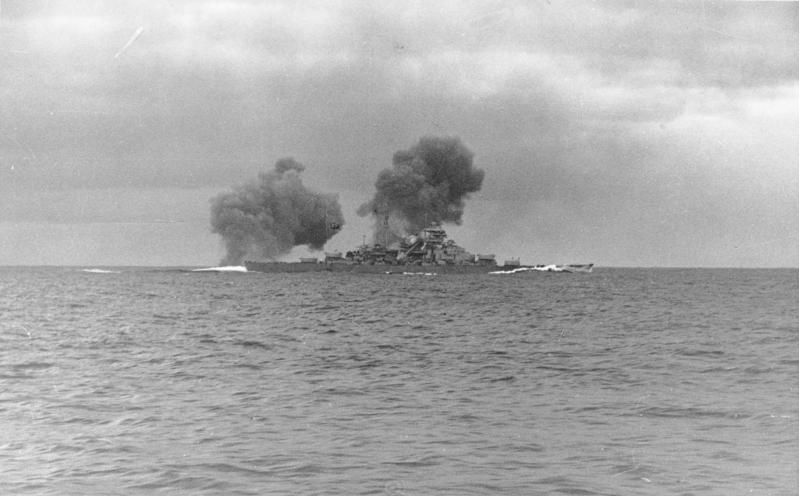
Děla Bismarcku v akci proti Prince of Wales po potopení Hoodu

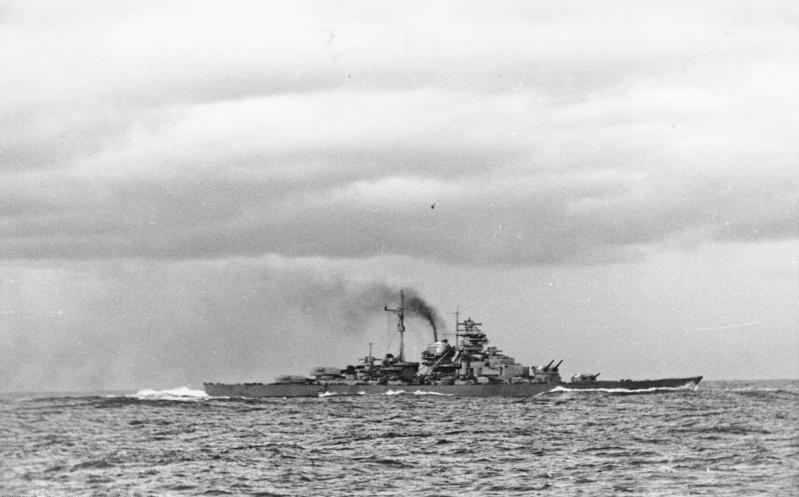
Bismarck vyfocený z lodi Prinz Eugen po bitvě v Dánském průlivu

V Dánském průlivu hlídkující skupina těžkých křižníků HMS Suffolk a HMS Norfolk pod společným velením kontradmirála Wake-Walkera opravdu pokus Bismarcka a Prinze Eugena odhalila a dále pak německou eskadru sledovala dokud se nepřiblíží další síly.
Britské velení pro přímý boj s německou eskadrou vyslalo největší britskou válečnou loď, starý bitevní křižník HMS Hood a bitevní loď HMS Prince of Wales doprovázené šesti torpédoborci pod vedením viceadmirála Lancelota Ernesta Hollanda. Dne 24. května 1941 došlo k bitvě v Dánském průlivu. Hood byl potopen, Prince of Wales poškozen a zahnán na útěk. Bitevní loď Bismarck byla poškozena a uniklo z ní asi tisíc tun paliva, další palivo bylo dále znehodnoceno mořskou vodou.
Po ztrátě největší lodi Royal Navy, která také vzbudila velký ohlas a rozčarování britského veřejného mínění se dostižení a zničení Bismarcka stalo prestižním úkolem a nejvyšší prioritou celého britského loďstva. Admiralita obdržela od ministerského předsedy Winstona Churchilla následující rozkaz: „Vaším úkolem je potopit Bismarcka. Nic není v tuto chvíli důležitější. Nařizuji vám učinit všechny kroky, aby tento úkol byl splněn“. Neváhal by ani obětovat například i loď King George V. i s adm. Toveyem na palubě.[zdroj⁠?!]

### Mobilizace sil pro stíhání

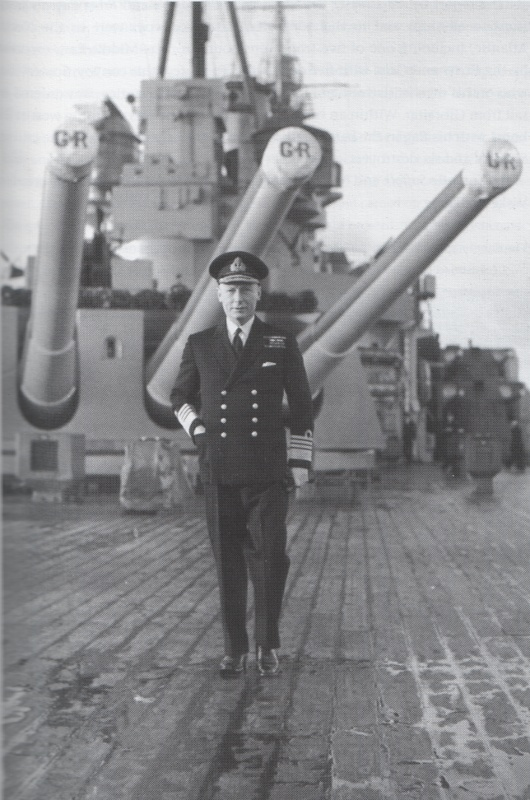
Sir John Tovey na palubě bitevní lodě King George V

Britská admiralita proto mobilizovala mnoho lodí, aby zahradila Bismarcku únikové cesty. Do přímého stíhání se pustil operační svaz admirála sira Johna Toveye, velitele Home Fleet složený z bitevní lodi HMS King George V, bitevního křižníku Repulse, letadlové lodi HMS Victorious, 2. eskadry lehkých křižníků HMS Galatea, HMS Aurora, HMS Kenya a HMS Hermione a devíti torpédoborců. Od východu připlouvala pod velením kapitána Darlymple-Hamiltona bitevní loď HMS Rodney doprovázená třemi torpédoborci, z jihu se blížila bitevní loď HMS Ramillies, z Gibraltaru již dříve vyplul „svaz H“ pod velením viceadmirála sira Jamese Sommervilla s bitevním křižníkem HMS Renown, letadlovou lodí HMS Ark Royal, lehkým křižníkem HMS Sheffield a šesti torpédoborci. Z Afriky byl povolán křižník HMS Edinburgh a dokonce i bitevní loď HMS Revenge v americkém přístavu Halifax dostala rozkaz připravit se k vyplutí.
Po smrti admirála Hollanda přešel Prince of Wales a torpédoborce pod velení kontradmirála Wake-Walkera, ten však dospěl k názoru, že i se všemi zbývajícími loděmi není dostatečně silný aby na německé lodě znovu zaútočil. Rozhodl se proto pokračovat ve sledování. Bismarck po potopení Hooda pokračoval dále rychlostí 28 uzlů a až po půldruhé hodině zpomalil v důsledku potíží s palivem na 22 uzlů a v odpoledních hodinách odbočil směrem na jih. Díky tomu se začal přibližovat ke svazu admirála Johna Toveye. Ten, aby Bismarck nemohl během nočních hodin uniknout, rozhodl o jeho napadení letadly z Victorious. Aby měl nálet lepší vyhlídky na úspěch, dal Tovey rozkaz Victorious v doprovodu křižníků pod vedením viceadmirála Curteise plout napřed a zkrátit co nejdříve vzdálenost k Bismarcku na 100 mil.

### Odpoutání Prinze Eugena
Wake-Walker zatím kvůli mlhavému počasí udržoval s německými loděmi, které se často ztrácely v mlze i z obrazovek radaru, kontakt jen za cenu nejvyššího úsilí a sporadických přestřelek.
Admirál Lütjens na můstku Bismarcka v 18:20 rozhodl, že se Bismarck oddělí od Prinze Eugena, který měl pokračovat v jižním kursu na původně plánované setkání s cisternovou lodí, a Bismarck odbočí na jihovýchod a vydá se směrem k St. Nazaire ve Francii k opravám, a to pomalejší úspornou rychlostí, neboť Bismarck již pociťoval kritický nedostatek paliva. Tímto rozhodnutím chtěl admirál Lütjens také pravděpodobně svést britské lodi ze stopy a nechat je pronásledovat Prinze Eugena. Britové však v mlze zpočátku vůbec nezaznamenali, že se německé lodi rozdělily a nadále sledovali pouze Bismarcka – Prinz Eugen nakonec po řadě peripetií doplul v pořádku do Brestu.

### Útok letadel Victorious

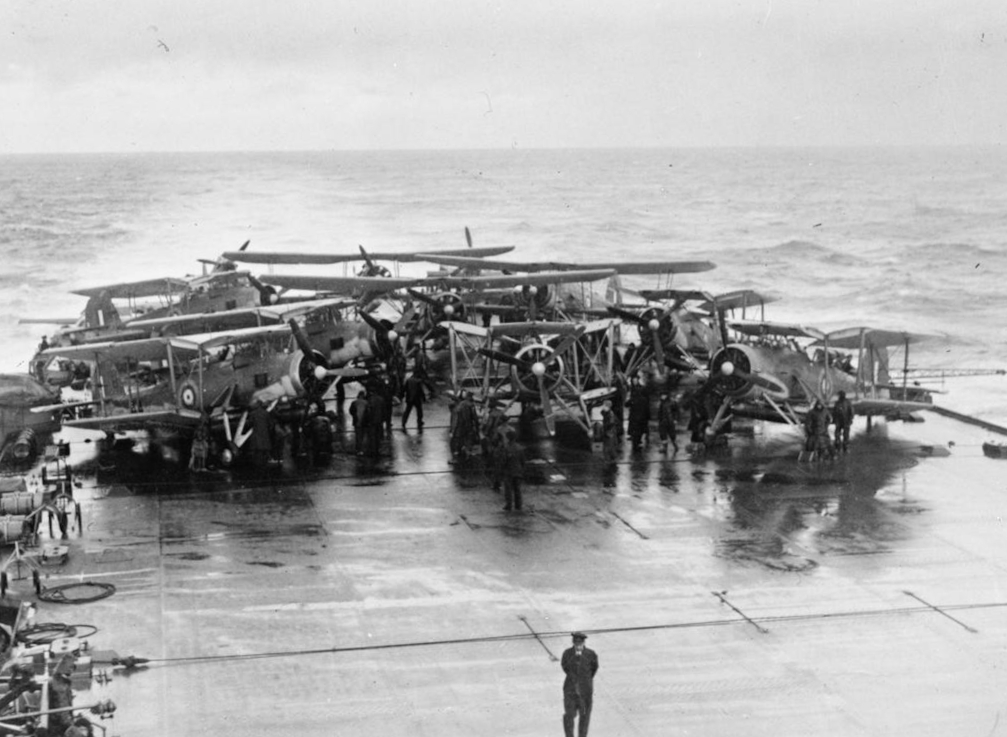
Torpédové bombardéry Swordfish na palubě Victorious před útokem na Bismarck

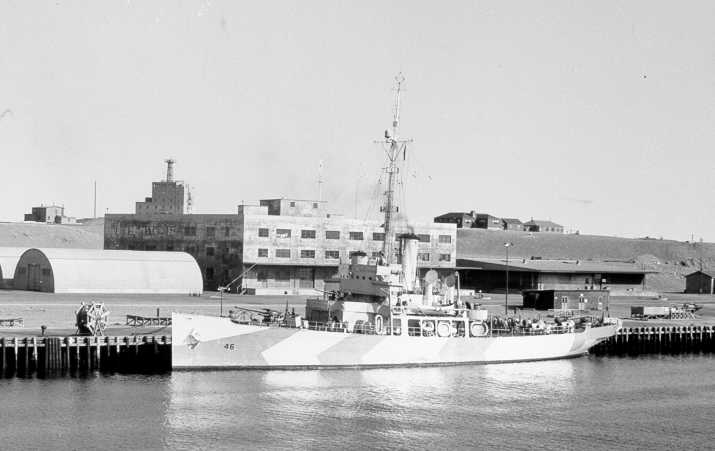
Americký kutr USCGC Modoc (WPG-46)

Zatím se lodě admirála Curteise s letadlovou lodí Victorious k pozici Bismarcka přibližovaly, ale v 10 hodin večer byl ještě ve vzdálenosti 120 mil od pozice německých lodí. Aby bombardéry stihly zaútočit ještě před setměním (západ slunce byl na daných souřadnicích 50 minut po půlnoci) a protože se zhoršovalo počasí, rozhodl se velitel Victorious kapitán Bovell uskutečnit útok již z této vzdálenosti. Pod velením komandéra Eugena Esmonda odstartovalo devět letounů typu Fairey Swordfish a dva typu Fairey Fulmar. Bohužel však piloti po přeletu Wake-Walkerových lodí omylem téměř zahájili útok na plavidlo americké pobřežní stráže USCGC Modoc o jehož přítomnosti nebylo Britům nic známo a jejich omyl na můstku Bismarcka zaznamenali. Německá loď tak byla varována a měla čas se na letecký útok připravit. Přes velké úsilí britských letců se nakonec podařilo zaznamenat pouze zásah torpédem doprostřed lodi, chromniklová ocel však vydržela a Bismarcku tak nebyla způsobena žádná patrná škoda. Při útoku však v důsledku exploze zemřel první člen posádky. Byl jím Oberbootsmann Kurt Kirchberg, kterého výbuch odhodil na letecký katapult.

### Ztráta kontaktu
Britské křižníky nadále Bismarcka sledovaly, až 25. 5. před čtvrtou hodinou ranní kontakt ztratily. V důsledku tohoto faktu a ubývajících pohonných hmot museli Britové své lodě přeskupit a znovu začít s hledáním. Křižníky Suffolk a Norfolk se rozdělily, aby mohly propátrat větší oblast, Prince of Wales byl odeslán ke svazu admirála Toveye, z něhož se již před delší dobou odpoutal kvůli nedostatku pohonných hmot bitevní křižník Repulse. Bitevní loď Rodney, původně plující z Clyde jako průvodce parníku Britannic na cestě do Bostonu se zatím kolem 6. hodiny ocitla ve výhodné pozici asi 350 mil před Bismarckem, cca 100 mil od předpokládané trasy do St. Nazaire. Britové však stále ještě netušili, kde se Bismarck přesně nachází a Bismarck měl stále ještě reálnou šanci pronásledování uniknout.

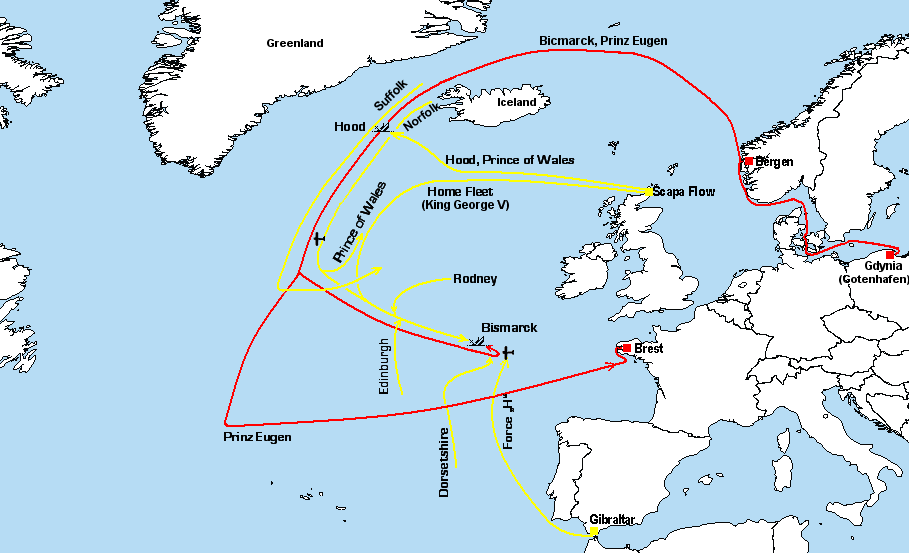
Pohyby (skupin) lodí během pronásledování

Admirál Lütjens se však za této situace rozhodl odvysílat na námořní velitelství „Západ“ rozsáhlou depeši, ve které informoval o proběhlých akcích a o celkové situaci své lodi. Zřejmě neměl ani tušení o tom, že se britským lodím Bismarck ztratil a naopak se domníval, že Britové stále ještě jeho polohu znají. Protože se lodní deník Bismarcka nedochoval a většina posádky zahynula, není přesně jasné, co ho k tomuto dojmu vedlo – podle některých zdrojů zřejmě antény Bismarcka stále ještě zachycovaly záření z britských radarů, které ale nemělo již takovou intenzitu, aby se k britským lodím vrátilo a mohlo být zaznamenáno.
Kolem deváté hodiny pak na Bismarck dorazila depeše, že z německého odposlechu britské námořní komunikace plyne, že Britové pravděpodobně kontakt s Bismarckem ztratili. Z nepochopitelných důvodů se admirál Lütjens nepokusil této informace využít a dostat se vyšší rychlostí do dosahu letounů a ponorek z Brestu, které by mohly německé lodi významně pomoci. Zároveň by tím ještě více zkomplikoval situaci britských lodí ohledně nedostatku paliva.
Lütjensovo vysílání na Britských ostrovech zaznamenali a odvodili z něj přibližnou polohu německé lodi. Britové však ze zachyceného vysílání určili nejprve polohu Bismarcka nesprávně, zdálo se, že míří zpět do Severního moře. Proto dostal křižník Suffolk rozkaz plout směrem k Islandu, bitevní loď Prince of Wales se začala vracet směrem k Dánskému průlivu, 2. eskadra lehkých křižníků s letadlovou lodí Victorious měla pokrýt prostor mezi Islandem a Faerskými ostrovy a k Severnímu moři obrátila také bitevní loď King George V. Pouze Rodney a Norfolk se všeobecného přesunu severním směrem nezúčastnili. Rodney díky své nízké rychlosti neměl šanci Bismarcka v případě severního kursu šanci dostihnout a kontradmirál Wake-Walker na křižníku Norfolk, který se stále ještě domníval, že Bismarck směřuje do Biskajského zálivu, a tak aby neodporoval přímému rozkazu, zvolil kompromisní řešení a jeho loď plula spíše k Irsku než k Islandu, kam směřovala většina ostatních lodí.
Uvedený stav trval několik hodin. Admiralita však nadále analyzovala zachycené signály a stejně tak za spolupráce předních admiralitních stratégů, kapitánů C. S. Danielse a R. A. B. Edwarse také možné strategie úniku Bismarcka. Dokonce ještě zaslala kapitánu Rodneye, Dalrymple-Hamiltonovi příkaz nadále střežit přístupy k francouzským přístavům. Až v 15:30 obdržel sir John Tovey konečný výsledek jejich analýz – je možné, že Bismarck přece jen pluje do Francie. Jeho nejpravděpodobnější poloha měla být v okruhu padesáti mil od pozice 55°15′ s. š., 32° z. d.. Na vlajkové lodi začali také přezkoumávat dříve určenou polohu a zjistilo se, že původní určení polohy bylo pravděpodobně chybné, na chybu ale nepřišel ani nikdo v admiralitě. Příčina chyby ležela v nekompatibilitě map, používaných radisty a lodními navigátory.
Admirál Tovey se dotázal na další postup admirality a když stále nedostal odpověď, rozhodl se v 18:10 na vlastní odpovědnost lodě obrátit k jihu. Teprve v 19:15 pak dostal oficiální potvrzení admirality o jižní poloze německé lodi. Britské lodi tak téměř 7 hodin pluly nesprávným směrem. Díky této skutečnosti se stal nedostatek paliva neúnosný na dalších britských lodích – křižník Suffolk se musel obrátit pro palivo k Islandu, stejně tak i 2. křižníková eskadra a s ní i letadlová loď Victorious. Své torpédoborce musel odeslat k doplnění pohonných hmot i kapitán Darlymple-Hamilton na Rodney.
Podle později odtajněných informací lze zásluhu o finálním určení skutečného cíle Bismarku připsat informacím získaným v Bletchley Park. Podle dokumentu BBC vytvořeném v roce 2015 s původním názvem Bletchley Park: Code-breaking's Forgotten Genius, který byl vysílán pod názvem: The Codebreaker Who Hacked Hitler.  bylo získání této informace považováno za natolik důležité, že bylo rozhodujícím argumentem k podstatnému posílení zdrojů investovaných do Bletchley Parku.

### Obnovení kontaktu a útok torpédy

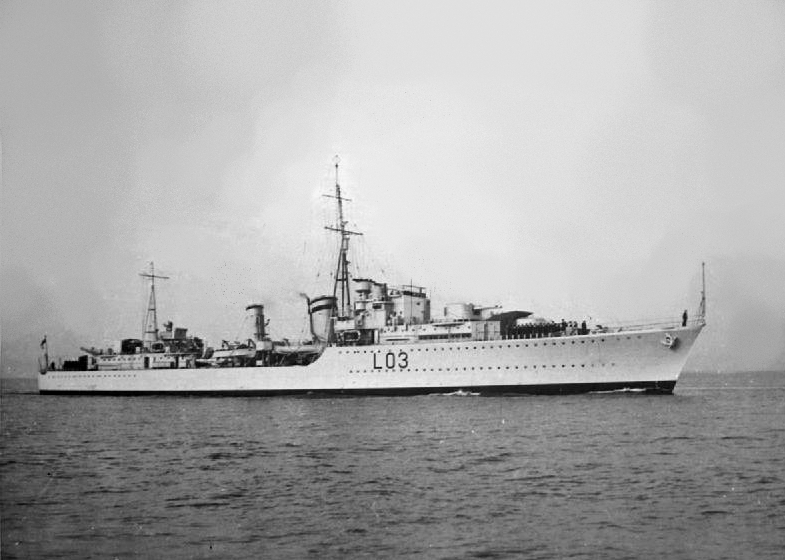
Torpédoborec Cossack, vlajková loď kapitána Viana (obr. z roku 1938)

Protože se britské lodi blížily do oblasti zvýšeného výskytu německých ponorek, začínal na britské velitele doléhat citelně nedostatek torpédoborců. Z toho důvodu admiralita dala rozkaz torpédoborci HMS Jupiter, plujícímu v Irském moři, aby se k hlavním silám připojil. Uvolnila dále 5 torpédoborců 4. torpédoborcové flotily pod velením kapitána Philippa Viana sestávající z torpédoborců HMS Cossack, HMS Maori, HMS Zulu, HMS Sikh a polského Piorunu z doprovodu konvoje WS 8B plujícího z Británie na Blízký východ, které tak ve 02:00 dne 26. 5. odpluly směrem do zhruba 300 mil vzdálené oblasti pravděpodobného výskytu německé lodi.

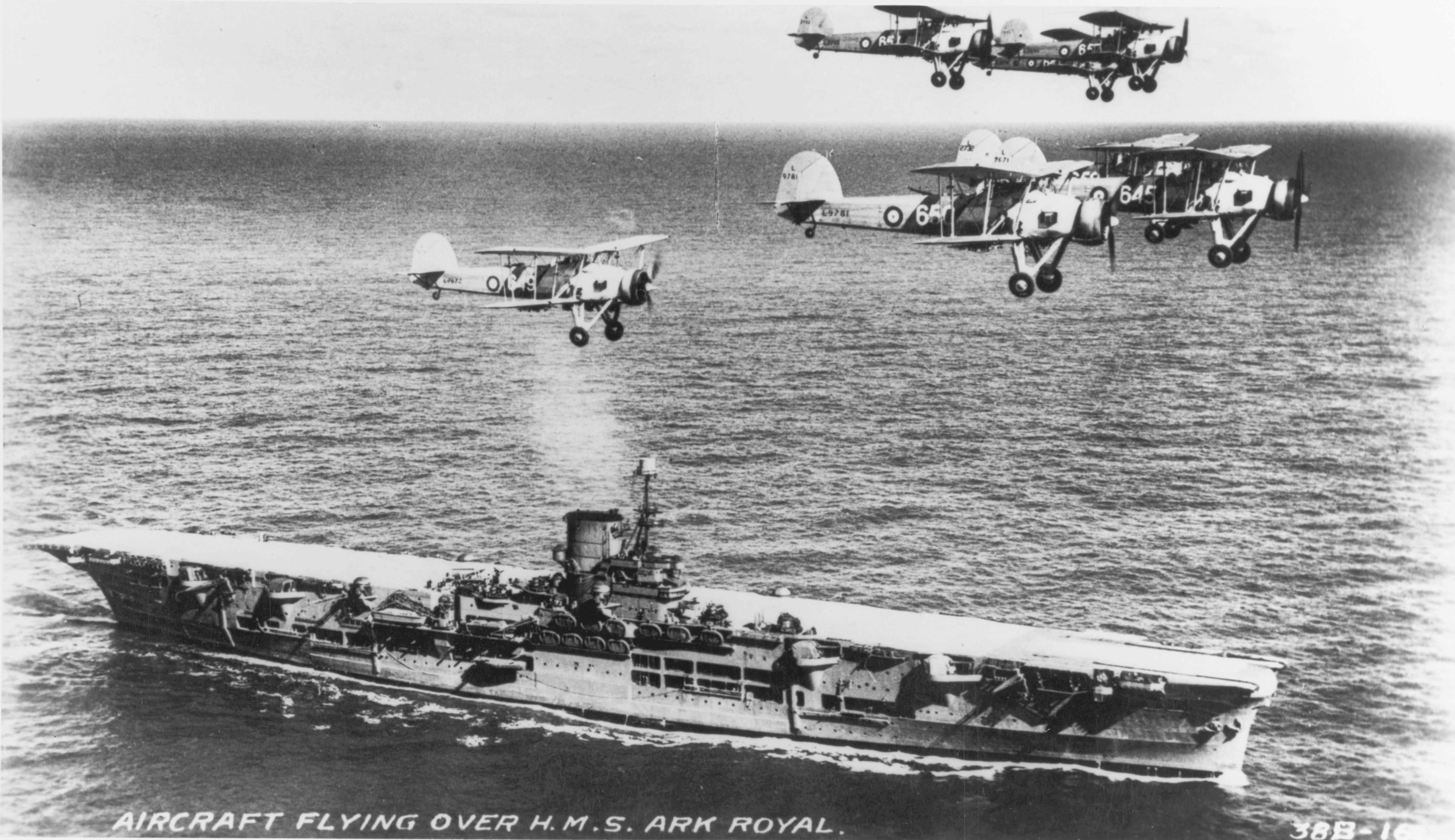
Letadlová loď Ark Royal s letkou bombardérů Swordfish v popředí (obr. cca z roku 1939)

Mezitím se admirál Sommerville, velitel Svazu H s letadlovou lodí Ark Royal také snažil přispět k nalezení Bismarcka. Lijáky, rozbouřené moře a nízko se táhnoucí hradba mraků znemožnily start letadel po celý den 25. 5. a tak z paluby Ark Royal vzlétlo 10 průzkumných letounů až 26. 5. kolem 9:00 ráno.
Po dvou hodinách čekání co průzkumné letouny naleznou, náhle britští radisté obdrželi hlášení oznamující neznámou bitevní loď na souřadnicích 49°33′ s. š., 21°50′ z. d.. Po provedení výpočtů ohledně aktuálních poloh britských lodí se zdálo, že se o žádnou z nich nejedná. Zároveň nebylo na britských lodích jasné, o hlášení jakého letounu se jedná – šlo o hlášení letounu Catalina Mk.I (WQ-Z, W8406) od 209. squadrony RAF vyslaného Pobřežním leteckým velitelstvím ze severoirské základny poblíž Lough Erne. Tento letoun byl po však po následném přiblížení k německé lodi zasažen protiletadlovou palbou a v důsledku poškození vysílačky nemohl své hlášení upřesnit.
O půl hodiny později polohu potvrdil jeden z průzkumných letounů Ark Royal, oznámil však, že se jedná o křižník a proto vznikly obavy, zdali se nejedná o Prinz Eugen – obě lodi měly velmi podobnou konstrukci i umístění a počet dělových věží, což vedlo k osudné chybě admirála Hollanda v průběhu vedení bitvy v Dánském průlivu. Ark Royal proto vyslal dvě další letadla s cílem nejasně identifikovanou loď nespustit z dohledu a zároveň se vracela na palubu dříve vyslaná letadla, ale ani přímý rozhovor s letci po přistání nepřinesl vyjasnění situace.
Protože se Bismarck, za který na britských lodích přece jen nejasně identifikovanou loď pokládali, nacházel zhruba 50 mil před hlavními silami Home Fleet ve směru na Brest, vypočetli Britové, že je třeba do setmění snížit jeho rychlost na nejvýše 15 uzlů, aby se za rozednění britské lodi neocitly v doletu německých letadel, startujících z letišť na francouzském pobřeží. Jediné jak bylo možno přimět Bismarcka ke zpomalení byl torpédový útok.

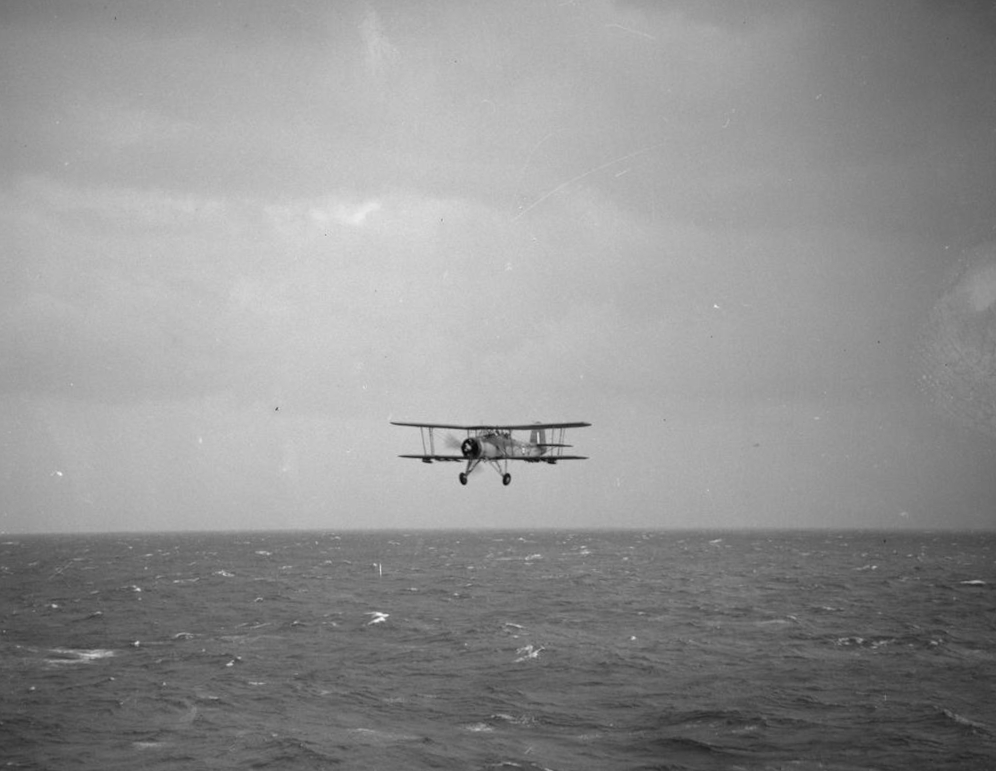
Jeden z letounů Ark Royal Fairey Swordfish vracející se nízko nad mořem z torpédového útoku na Bismarck.

Největší šanci měly letouny z Ark Royal a ty vzlétly z jeho paluby za velmi obtížných podmínek v silném vlnobití kolem 14:30. Ještě dříve, kolem 13:30 však admirál Somerville dal rozkaz křižníku Sheffield aby po německé lodi pátral nezávisle na průzkumných letounech. Tato zpráva dorazila na Ark Royal kolem 14:00, její rozšifrovávání se však zdrželo a zpráva tak dorazila na můstek až po vzletu bombardérů – kolem 16:00 – takže letci nebyli o možné vlastní lodi poblíž cílové oblasti informováni. V tu dobu již měl útok na Bismarcka začít, proto z paluby Ark Royal odešlo varování v otevřené řeči: „Pozor na Sheffield“. Bylo však již pozdě. Přestože Sheffield sloužil letcům z Ark Royal často jako cvičný cíl, i tak ho letci zaměnili za německou bitevní loď a provedli na něj nálet. Sheffield se všem torpédům vyhnul a při té příležitosti se projevily technické chyby nově instalovaných magnetických detonátorů torpéd – řada z nich explodovala už při dopadu na hladinu. Po návratu bombardérů na loď započalo ihned znovuvyzbrojování letadel, při kterém byly také magnetické zápalníky vyměňovány za kontaktní.
Krátce před 18 hodinou obnovil Sheffield vizuální kontakt s německou bitevní lodí a v 19:19 z paluby Ark Royal odstartovala další útočná vlna 15 torpédových bombardérů – archaických dvouplošníků Swordfisch  (všech, které byly k dispozici). Tento útok se britským letcům zdařil a byly při něm zaznamenány dva zásahy – podle německých údajů ve 21:05 jeden do středu lodi a druhý ve 21:15 na zádi lodi. Přestože bylo takové poškození pravděpodobné údajně 1:100 000[zdroj⁠?!], došlo k poškození a zaplavení kormidelních komor a kormidla zůstala zaseknutá v poloze 15 stupňů doleva. Poté Bismarck přestal být ovladatelný, po zásahu opsal dva velké kruhy a pokračoval dále směrem na SSZ. Tato změna kurzu byla na Sheffieldu i na sledujících letadlech zaznamenána, nicméně nebyla uspokojivě vysvětlena – první hlášení letců vracejících se na Ark Royal mluvila o tom, že se žádný zásah nepodařil a teprve o půlnoci byla na Toveyovu vlajkovou loď doručena zpráva o úspěchu náletu. Toveyova skupina byla v té době již posílena o bitevní loď Rodney, která se ke svazu připojila kolem 16:00. Tato již starší bitevní loď, ačkoliv mohla dosáhnout nominálně 23 uzlů, v úsilí dostihnout Toveyovu skupinu dosáhla až 25 uzlů, v důsledku čehož však došlo k poruše na jednom z kotlů a tak loď v závěrečné fázi musela plout nižší rychlostí, než byla její maximální. Vzhledem k tomu, že Bismarck se už v tu dobu pohyboval rychlostí znatelně nižší, neznamenalo to pro jeho závěrečné stíhání překážku a loď sehrála v závěrečné fázi významnou úlohu.

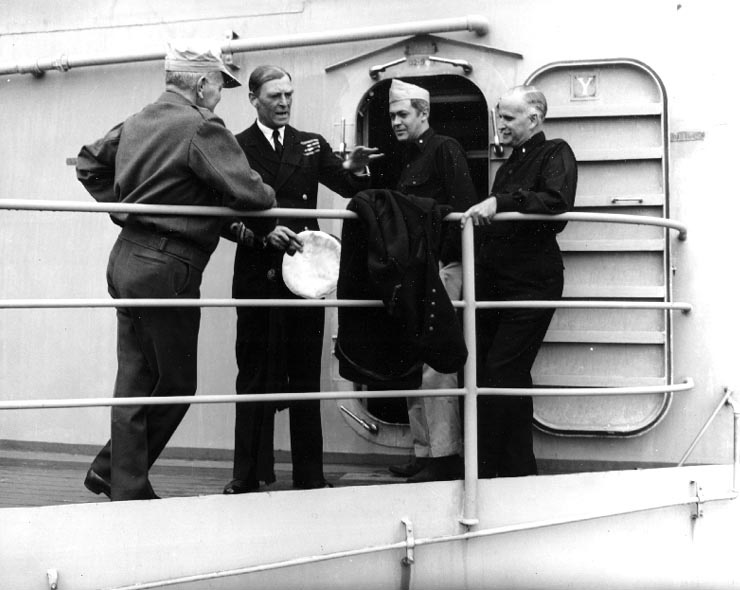
Kapitán (a pozdější admirál) Philip Vian (na obrázku z roku 1945 druhý zleva)

Zatímco probíhaly nálety, kapitán Vian se svými torpédoborci se iniciativně – pravděpodobně bez přímých rozkazů – přiblížil nejvyšší možnou rychlostí do oblasti v níž se Bismarck nacházel. Dorazil do prostoru zhruba v době, kdy končil druhý nálet letadel z Ark Royal a dostal rozkaz sledovat německou loď celou noc tak, aby příštího dne ráno mohlo dojít k bitvě s hlavními silami Toveyova svazu. Přímo zpozorován byl Bismarck na polském torpédoborci Piorun ve 22:37, Bismarck poté zahájil na torpédoborce palbu, která žádný torpédoborec nezasáhla a 4 torpédoborce se rozmístily do čtverce kolem německé lodi, loď velícího důstojníka kapitána Viana Cossack následovala Bismarcka za jeho zádí.
Vian nařídil před půlnoci v téměř úplné tmě koordinovaný útok na německou loď, který se však nezdařil. Bismarck zahnal torpédoborce na útěk. Vian povolil jednotlivým lodím své skupiny útoky na vlastní pěst a tak torpédoborce prováděly samostatné nájezdy až do třetí hodiny ranní. Britským námořníkům se zdálo, že zaznamenali několik zásahů, ale Bismarck ani nezpomalil, zřejmě šlo o záměny explozí torpéd s explozemi granátů a zajatí němečtí námořníci také shodně vypověděli, že v průběhu noci k torpédovému zásahu nedošlo. V 5 hodin dostal Piorun (jediná loď, která ještě na Bismarcka v noci nezaútočila) rozkaz k návratu pro ztenčující se množství pohonných hmot, kolem šesté hodiny ranní zaútočil posledními torpédy torpédoborec Maori avšak torpéda cíl netrefila. Poté se zbývající torpédoborce opět rozmístily do čtvercové formace kolem Bismarcka a pokračovaly v jeho sledování.

### Závěrečná bitva
Bismarck byl stále neovladatelný. Selhaly pokusy kormidla uvolnit, odříznout či odstřelit. Protože bylo jasné, že osud lodi bude brzy zpečetěn, kolem šesté hodiny ranní učinil německý velitel pokus o vypuštění hydroplánu Arado Ar 196 s úkolem odletět na pevninu s lodním deníkem vlajkové lodi. Kvůli poškození katapultu však letadla nemohla vzlétnout a žádost Lütjense německému velitelství o vyslání ponorky pro převzetí lodního deníku také nepřineslo žádný efekt – kordón ponorek, které Němci vyslali lodi na pomoc pravděpodobně příliš pozdě byl ještě příliš vzdálen.

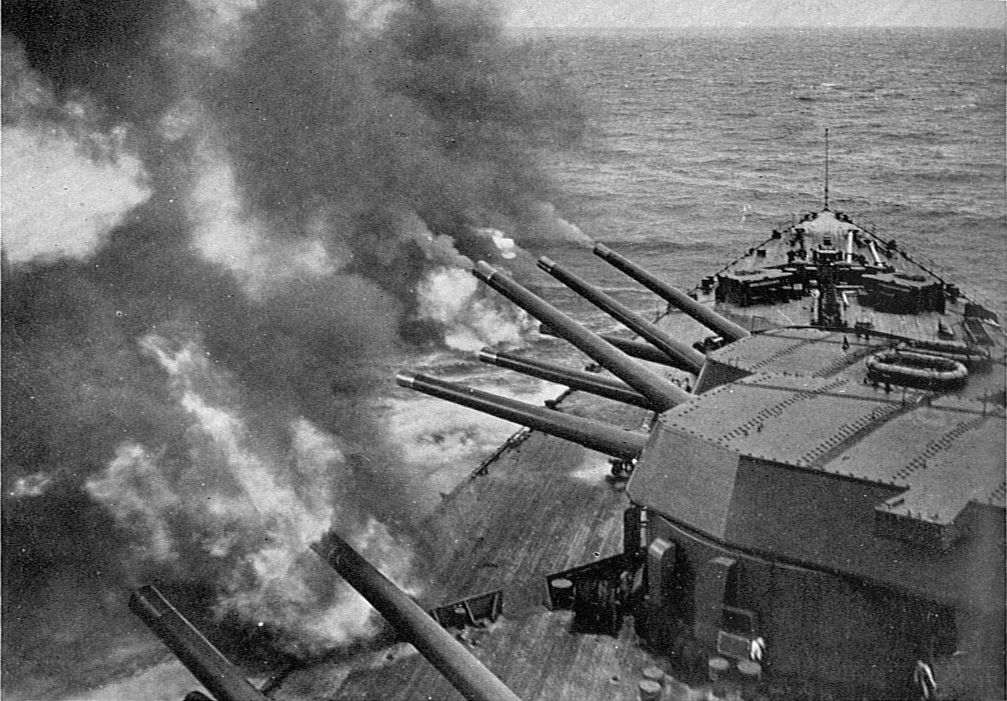
Salva z děl bitevní lodi Rodney (obr. z roku 1936)

Zatím se britské lodi přibližovaly. Jako první z větších lodí navázal vizuální kontakt s Bismarckem kolem 8 hodiny křižník Norfolk, který brzy spatřil i hlavní síly Home Fleet a informoval nadále Toveye o poloze německé vlajkové lodi. Rodney a King George V měly Bismarcka na dohled v 8:43 a o 4 minuty později začala střílet děla Rodney a poté i King George V. V 8:57 byl Bismarck poprvé zasažen pravděpodobně 406mm granátem z Rodney. Bismarck se snažil mířit palbou na nejstarší Rodney, protože doufal, že ho dřív vyřadí z boje. Mezitím se Tovey s King George V přiblížil na kratší vzdálenost a německá loď pak byla vystavena bočním salvám obou těžkých britských lodí. Britové zaznamenali další zásahy Bismarcka těžkými granáty v 9:01 a 9:07. V tu dobu se ze SV směru k Bismarcku přiblížil i křižník Norfolk a palba Bismarcka začala ztrácet na přesnosti – jeden z granátů vyřadil centrální stanoviště řízení palby, další salva zasáhla admirálský můstek a zabila velícího admirála Lütjense a celý jeho štáb.
V 9:15 minut se připojila děla dalšího britského těžkého křižníku HMS Dorsetshire, jehož velitel B. C. S. Martin po hlášení Cataliny bez rozkazu opustil konvoj, který provázel z Freetownu do Anglie a spěchal se připojit k závěrečné bitvě.
Kolem 9:30 odstartovala z Ark Royal další skupina letadel s cílem pomoci německou loď dorazit, ale letadla byla na britských lodích zaměněna za německá, přivítána protiletadlovou palbou britských lodí a proto se raději vrátila zpět bez pokusu o útok.

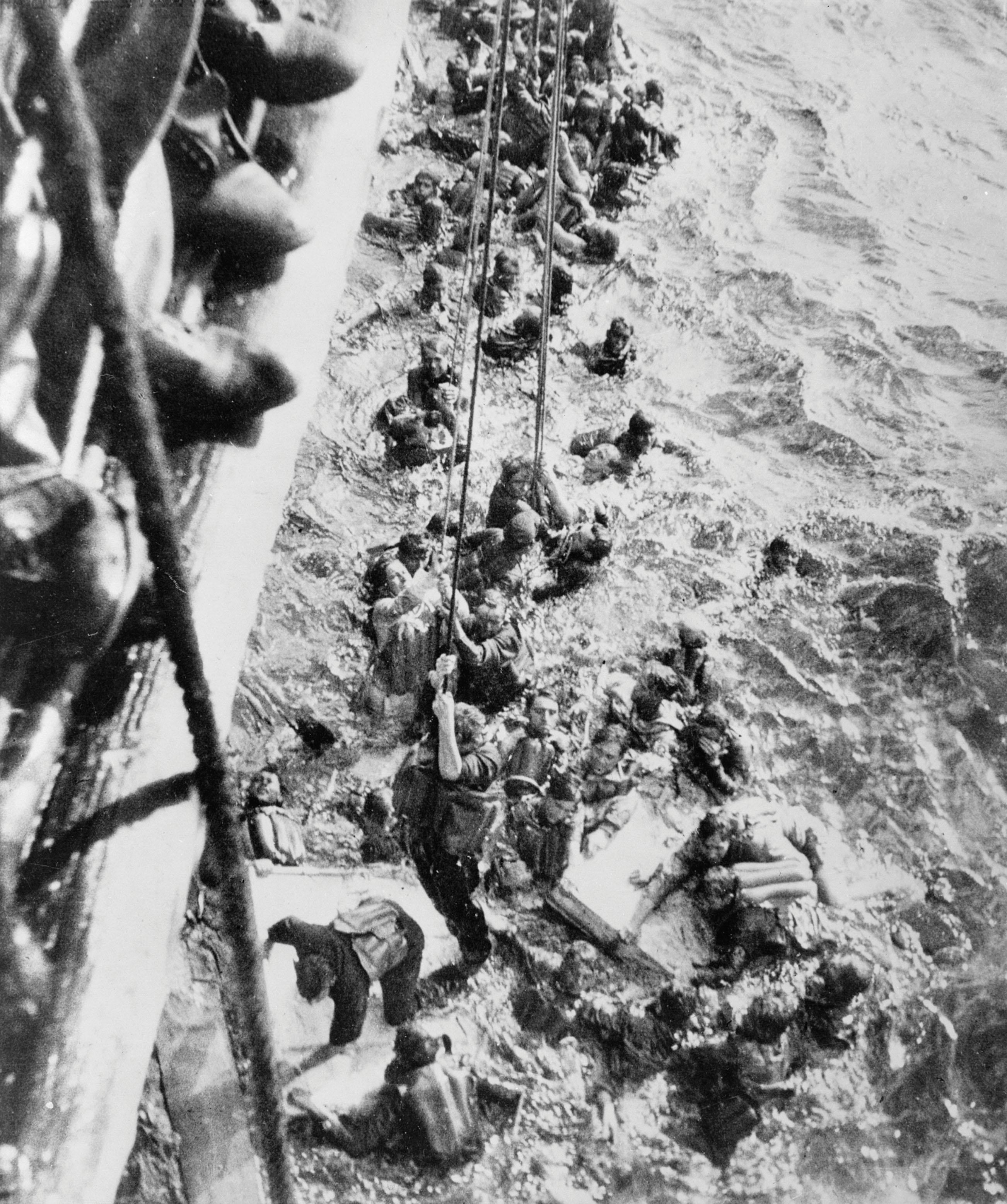
Námořníci z Bismarcku jsou vytahování na HMS Dorsetshire

Na King George V se po půldruhé hodině boje objevily podobné problémy jako nedávno na Prince of Wales a její děla se na čas odmlčela. Na Bismarck dopadlo tou dobou již velké množství granátů všech ráží a kolem 10 hodiny přestala střílet poslední dělová věž jeho hlavní výzbroje. Loď nicméně stále nejevila tendenci k potopení a proto dal Tovey příkaz potopit loď torpédy. Na Bismarcka je vystřelily Rodney i Norfolk, ale ani jedna loď nezaznamenala úspěch. Tovey již nemínil dále riskovat napadení lodí svazu německou ponorkou a dal v 10:15 rozkaz k odplutí.
V přítomnosti Bismarcka zůstal pouze Dorsetshire s torpédoborcem Maori. V 10:20 vyslal Dorsetshire na Bismarck 2 torpéda do pravého boku a poté ještě 3 torpéda do levého boku. Z těchto 5 torpéd 3 cíl zasáhla. Některé zdroje uvádějí, že po hodinu a půl trvající bitvě byl Bismarck natolik poškozen, že byl vydán rozkaz k otevření dnových ventilů a odpálení náloží, aby loď nepadla do rukou Spojenců.[zdroj⁠?!] Lze tedy tvrdit, že „nepotopitelný“ Bismarck šel přes veškerou snahu britského námořnictva ke dnu až po zásahu vlastní posádkou.[zdroj⁠?!] To potvrzují ve svých knihách jak Kennedy, tak i Shoffield i Müllenheim.[zdroj⁠?!]
Teprve poté dal kapitán Lindemann, který se víceméně zhroutil,[zdroj⁠?!] rozkaz k opuštění lodi.
V 10:45 dne 27. května 1941 se Bismarck na pozici 48°9′ s. š., 16°7′ z. d. převrátil a potopil. Bylo na něj vystříleno na 2 800 granátů ráže 130 až 400 mm, přestál na 300 leteckých útoků a obdržel 4 až 12 torpédových zásahů. Stíhání Bismarcku se účastnilo celkem neuvěřitelných cca 50 lodí a cca 50 letadel pobřežního velitelství.[zdroj⁠?!]
Těžký křižník Dorsetshire a torpédoborec Maori vzaly na palubu 110 námořníků a lodního kocoura Oscara. Poté se Britové stáhli kvůli obavám z možného ponorkového útoku. Ve vodě zůstalo asi pět set trosečníků. O několik hodin později nalezla ponorka U 74, které velel Kapitänleutnant Kentrat, tři přeživší muže na voru. Dne 29. května zachránila meteorologická loď Sachsenwald další dva členy posádky Bismarcku. Z 2092 mužů na palubě tedy přežilo pouhých 115.
Přes obavy Britů z ponorek na cestě lodí zpět na základny k ponorkovému útoku nedošlo. Objevily se však dálkové bombardéry, které potopily torpédoborec HMS Mashona, který kvůli potížím s palivem musel plout sníženou rychlostí.
Potopením Bismarcku de facto skončila éra bitevních lodí, které se ukázaly být bez letecké podpory bezmocnými terči.[zdroj⁠?!]

## Nález vraku

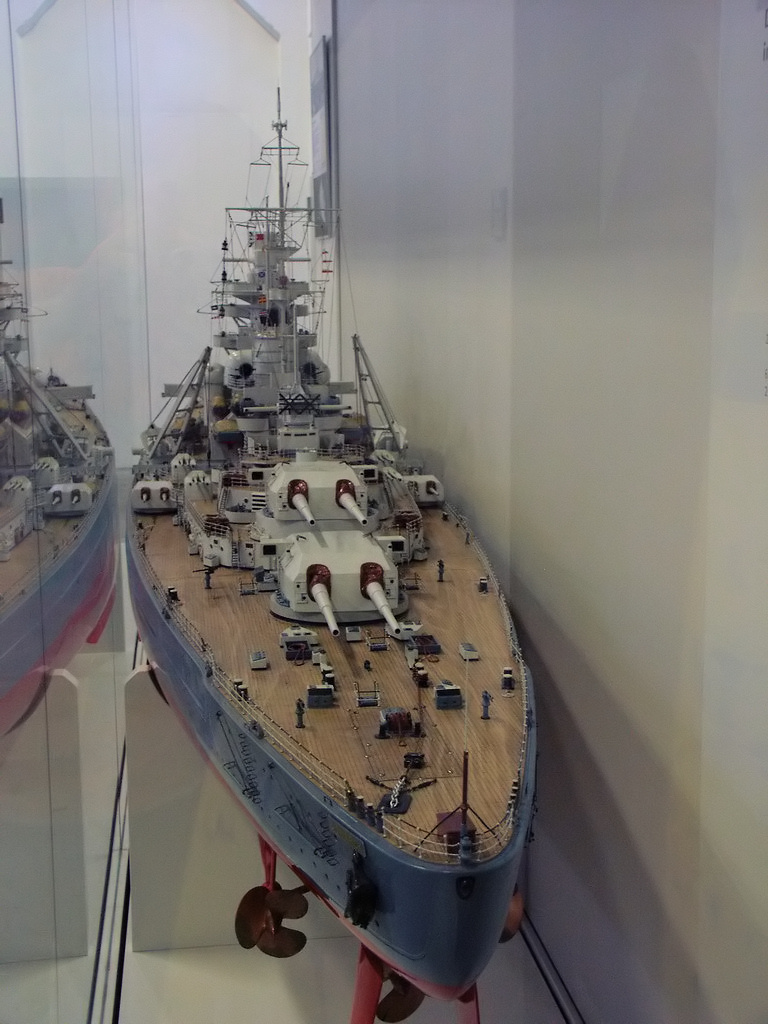
Model bitevní lodi Bismarck

V červnu 1989 byl vrak Bismarcku nalezen oceánografem Robertem Ballardem v hloubce 4800 metrů.

## Obraz v kultuře

### Filmové zpracování
V roce 1960 byl ve Velké Británii natočen film Sink the Bismarck! (Potopte Bismarck!), jehož scénář byl napsán podle knihy C. S. Forestera Last Nine Days of the Bismarck (Devět posledních dní Bismarcka).
Tento film sice řadu událostí honu na německou loď velmi zjednodušuje, na svoji dobu byl ale velmi věrným ztvárněním námořních bojů.

### Hudební zpracování
V roce 1960 vydal Johnny Horton píseň „Sink The Bismark“ pojednávající o posledních dnech lodi, kterou pak v roce 1974 vydala skupina Plavci s českým textem jako píseň „Křižník Bismarck“ a jako „Bismarck“ skupina Taxmeni v roce 1990 a Pavel Bobek v roce 1995.
V dubnu 2019 vydala švédská power metalová skupina Sabaton píseň s názvem Bismarck, která vypráví právě o této lodi a jaký měla význam během druhé světové války.

### Filmové dokumenty
- Válečné projekty Třetí říše II.: Nacistické bitevní lodě; britský dokument, 2014, 44'